# Duping, Chongqing
Duping (kinesiska: 笃坪) är en socken i sydvästra Kina. Den ligger i häradet Wushan i storstadsområdet Chongqing, omkring 370 kilometer nordost om det centrala stadsdistriktet Yuzhong. Antalet invånare är 14 965. Befolkningen består av 6 589 kvinnor och 8 376 män. Barn under 15 år utgör 18,0 %, vuxna 15-64 år 71 %, och äldre över 65 år 10,0 %.